# Asedio de Nubl y al-Zahraa
 El asedio de Nubl y al-Zahraa durante la Guerra Civil Siria fue puesto por los rebeldes para capturar dos ciudades controladas por el gobierno sirio al norte de Alepo, después de que se hubieran apoderado de la mayor parte del campo norte en julio de 2012. El sitio se levantó el 3 de febrero de 2016, como resultado de una ofensiva del gobierno sirio.

## Contexto
Los combates en la gobernación de Alepo comenzaron el 10 de febrero de 2012.  Durante los próximos cinco meses, los grandes enfrentamientos dejaron gran parte del campo rural bajo el control de los rebeldes, mientras que la capital provincial, la ciudad de Alepo, permaneció firmemente bajo el control del gobierno.  El 19 de julio de 2012, las fuerzas rebeldes asaltaron la ciudad y comenzó la batalla por Alepo, que alcanzó un punto muerto en septiembre que se prolongó durante los años siguientes, con la ciudad dividida entre las dos fuerzas opuestas. 

## Sitio

Mapa del asedio

La mayoría de las ciudades chiitas de Nubl y al-Zahraa, con una población combinada de 35,000 a 60,000, fueron sitiadas por el grupo opositor Ejército Libre de Siria (FSA), a partir de julio de 2012. El movimiento fuera de Nubl fue severamente recortado y se basó en que el Ejército sirio transportara en avión los productos.  Aunque las relaciones entre los habitantes de Nubl y las aldeas circundantes eran normalmente amistosas, durante la actual Guerra Civil Siria , los partidarios antigubernamentales de las aldeas sunitas cercanas afirmaron que Nubl y al-Zahraa albergaban milicias pro-gubernamentales que lanzaron ataques contra partidarios de la oposición.  Hubo numerosos secuestros tit por tat entre Nubl y las aldeas de la oposición en las cercanías. Después de meses de asedio rebelde y continuos secuestros recíprocos, los comités populares en las dos ciudades acordaron comenzar las negociaciones con los rebeldes sunitas el 27 de marzo de 2013. El acuerdo para negociar fue organizado por partidos kurdos de la región vecina de Kurd Dagh, controlada por el PYD liderado por los kurdos. Las conversaciones debían ser negociadas por los kurdos, y varias personas secuestradas habían sido liberadas por ambos lados. Durante los años siguientes, la única ruta terrestre que trajo algo de comida y bienes esenciales provino de la ciudad kurda de Afrin, al norte.
A mediados de 2013, 125 combatientes de Hezbollah fueron enviados a través de helicópteros para reforzar las defensas del gobierno.
En febrero de 2014, el Frente Al-Nusra y otros grupos islamistas capturaron el área industrial al-Ma'amel en el sur de al-Zahraa.
El 23 de noviembre de 2014, el Frente al-Nusra, junto con otras facciones islamistas, comenzó un asalto de tres frentes en las dos ciudades y se apoderó de la zona industrial al sureste de al-Zahraa. También avanzaron hacia las afueras del este de Nubl, que atacaron con docenas de proyectiles de mortero y docenas de proyectiles de cañón del infierno, luego de capturar edificios que formaban parte de la primera línea de defensa del gobierno. Además de las tropas regulares del gobierno, los pueblos fueron defendidos por sus habitantes.  Al día siguiente, ambas áreas fueron recapturadas por las fuerzas del gobierno.  Entre ocho y 43 rebeldes murieron durante la ofensiva de dos días.
El 8 de enero de 2015, se lanzó una nueva ofensiva rebelde, dirigida por el Frente al-Nusra, contra Nubl y Al-Zahraa.  La primera ola de ataque logró romper la primera línea defensiva tanto en East Nubl como en South Al-Zahraa en el área de la fábrica y duró toda la noche.  El ataque fue repelido por las tropas del NDF y Hezbollah que llevaron a la muerte de 14 rebeldes y 11 combatientes a favor del gobierno.  Los rebeldes también perdieron cuatro tanques, tres de los cuales fueron capturados.  Antes de ser obligados a retirarse de la parte oriental de Nubl, los rebeldes lograron capturar la primera y segunda rotondas de la ciudad.  Durante los combates, una serie de ataques aéreos destruyeron convoyes de refuerzo rebeldes procedentes de Al-Maayer.  Al día siguiente, un segundo ataque también fue repelido.  El 14 de enero, los militares aseguraron a Nubl y afirmaron que al-Nusra sufrió 250 muertos durante la ofensiva.
A mediados de febrero, el ejército árabe sirio y sus aliados lanzaron una gran ofensiva en el campo del norte de Alepo, con el objetivo de cortar las últimas rutas de suministro de los rebeldes a la ciudad de Alepo, y aliviar el asedio rebelde de Nubl y Al-Zahraa.  Capturaron rápidamente varias aldeas, pero las condiciones climáticas adversas y la incapacidad de solicitar refuerzos detuvieron la ofensiva del gobierno.  Unos días después, los rebeldes lanzaron una contraofensiva, recuperando dos de las cuatro posiciones que habían perdido frente a las fuerzas del gobierno sirio.
Durante los combates en febrero de 2015, 18 miembros del grupo militante chií iraquí Harakat Hezbollah al-Nujaba habrían muerto mientras defendían a Nubl y Al-Zahraa.
El 17 de abril de 2015, el NDF y Hezbollah recapturaron el área industrial de al-Ma'amel y para el 19 de abril, fuentes del gobierno sirio informaron que 44 rebeldes y 12 soldados habían muerto.

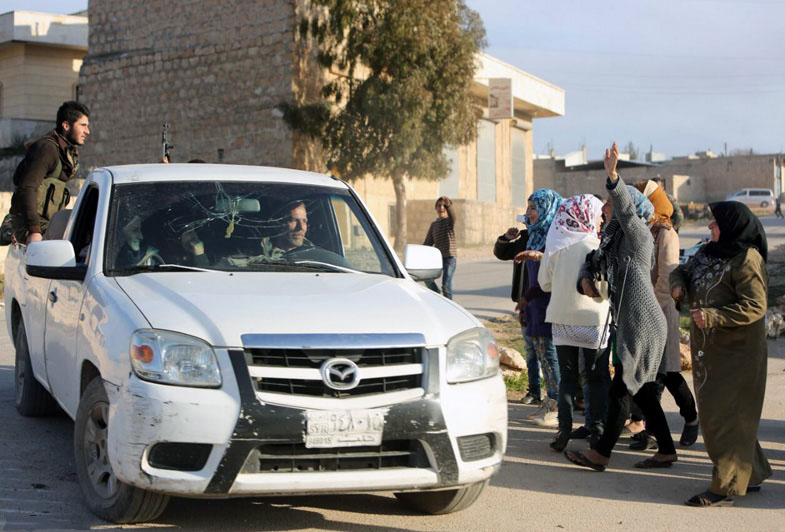
Los civiles locales saludan a los soldados del ejército sirio después del fin del asedio.

El 1 de febrero de 2016, las SAA lanzaron una nueva ofensiva para llegar a Nubl y Al-Zahraa. Para el 2 de febrero, habían capturado tres aldeas y parte de una cuarta, avanzando a menos de tres kilómetros de las dos ciudades sitiadas. A lo largo del 1 y 2 de febrero, se realizaron 320 ataques aéreos contra los rebeldes.  Al mismo tiempo, Hezbolá y los combatientes del gobierno de Nubl y Al-Zahraa lanzaron su propio asalto y, al parecer, lograron ganar algo de terreno en las afueras de la cercana ciudad de Bayanoun.  El 3 de febrero, el ejército finalmente había roto el asedio rebelde en las dos ciudades chiitas, después de asegurar la aldea de Mu'arrassat al-Khan, donde la fuerza y los combatientes que se acercaban intentaban escapar de las dos ciudades. El SOHR pro-oposición informó que el avance, que también cortó la última ruta de suministro de los rebeldes del norte desde Turquía a la ciudad de Alepo, fue asistido por "fuertes" ataques aéreos rusos. Un político opositor describió el cerco del gobierno de Alepo como un "desarrollo horrible", mientras que en contraste el alcalde de Nubl declaró que el asedio de los rebeldes era "cruel y causó muchas dificultades".  Más de 100 rebeldes, 64–66 soldados y 18–45 civiles murieron durante la operación.  Entre los muertos había 11 comandantes rebeldes, 20 combatientes a favor del gobierno de las dos ciudades y 14 miembros iraníes del IRGC , incluido el segundo brigadier general iraní Mohsen Ghajarian.  En total, más de 500 ataques aéreos y sirios y bombas de barril rusas y sirias golpearon las posiciones de los rebeldes durante la ofensiva de dos días.
Al día siguiente, los militares avanzaron más y capturaron la ciudad de Mayer, adyacente a Nubl y Al-Zahraa, así como, según se informa, a Kafr Naya.  Mientras tanto, más al norte, el YPG kurdo se apoderó de dos aldeas de los rebeldes.